# チャッキラコ
チャッキラコは、神奈川県三浦市三崎の仲崎・花暮地域に伝わる小正月の伝統行事。浜の乙女が踊りを神前に奉納し、大漁や商売繁盛を願う祭礼である。左義長の舞、初瀬踊とも。
1976年（昭和51年）重要無形民俗文化財指定を受け、2009年（平成21年）9月の第1回登録で、ユネスコの無形文化遺産に登録された。2022年（令和3年）11月、モロッコにて開催中のユネスコ無形文化遺産保護条約第17回政府間委員会において、我が国より提案した「風流踊」の代表一覧表記載に関する審議が行われた。そこでユネスコの登録名称が「チャッキラコ」から「風流踊」に変わった。

## 概要
毎年1月15日に三浦市三崎の仲崎・花暮地区や海南神社で、豊漁・豊作や商売繁盛などを祈願する民俗芸能である。20cm位の竹の両端に、五色の紙を細く短冊に切り小さな鈴を付けた「チャッキラコ」と呼ばれる綾竹を持って踊る曲目が1曲あり、それが行事名の由来となっている。
年配の女性10人ほどが唄い、5歳～12歳までの少女20人ほどが踊る。唄い手は黒の着物に羽織姿、踊り手は赤色の晴れ着を着て、扇とチャッキラコを演目によって使い分ける。楽器による演奏はなく、音頭取りと呼ばれる女性達の唄に合わせて踊る素朴なものである。曲目は「初いせ」「ちゃっきらこ」「二本踊り」「よささ節」「鎌倉節」「お伊勢参り」の6曲からなり、全てを総称して「チャッキラコ」と呼ばれる。
毎年1月15日、午前10時頃に海南神社の神主からお祓いを受けた後、家内安全・商売繁盛・大漁祈願等の願いを込め踊りを奉納する。その後、衣装を水干、烏帽子に緋の袴に替えて、仲崎と花暮の龍神様の前で踊りを奉納する。午後からは、夕方まで商店等の家々を踊って廻る。子供達が唄に合わせて綾竹や扇を手に踊る姿は、毎年多くの観客を集めている。
1964年「ちゃっきらこ保存会」が結成され、三浦市の伝統文化として継承されている。

## 起源
起源には定説は無いが、江戸時代中頃には、既に大漁祈願の祝いの踊りとして行われ、現在まで続けられている。
海南神社の祭神藤原資盈の奥方の盈渡姫が、村の娘に教えたという伝説も伝わっている。一方で、三崎に来遊していた源頼朝が海辺で磯取りをしていた親子連れの女性に踊りを所望したところ、「私は年老いたので代わりに娘に踊らせましょう。」と、小竹を持って娘が踊り、母が歌ったという伝説も伝わっている。

## アクセス
- 京急久里浜線三崎口駅から京急バス2番乗場「三崎港」「通り矢」「城ヶ島」「浜諸磯」行きバスで「三崎港」下車 徒歩3分